# Haus HohenEichen

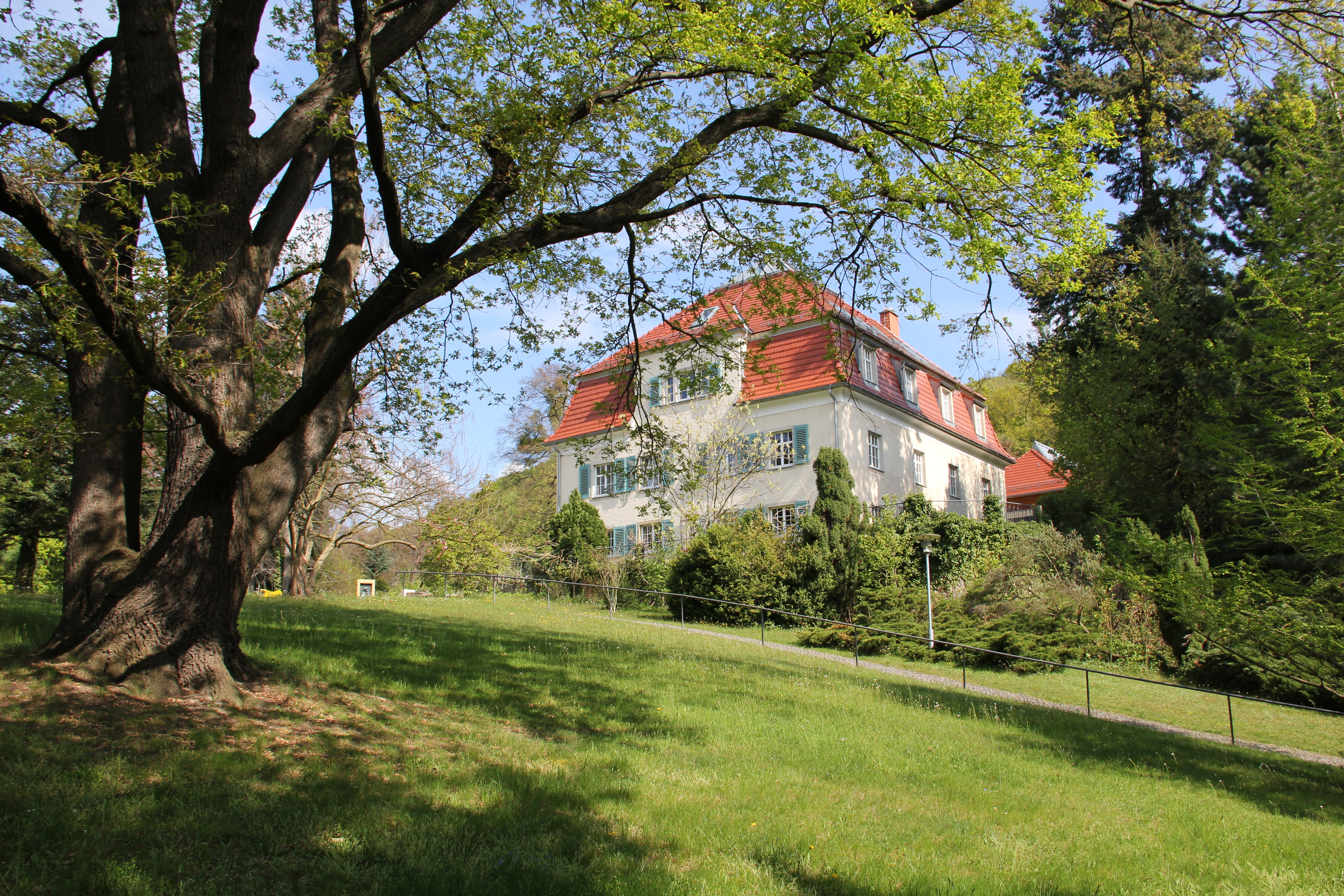
Exerzitienhaus HohenEichen, Dresden

Haus HohenEichen ist ein geistliches Zentrum der Ordensgemeinschaft der Jesuiten im Bistum Dresden-Meißen. In der Einrichtung werden vor allem Exerzitien nach Ignatius von Loyola angeboten. Das Programm umfasst etwa 50 eigene Angebote pro Jahr, begleitet von ca. 50 Kursleitern. Das Exerzitienhaus in Hosterwitz liegt am Elbhang im Südosten von Dresden und besteht aus fünf Gebäuden, umgeben von Park und Wald.

## Geschichte
Das Grundstück an Dresdner Straße 73 mit der um 1864 errichteten Villa Lauterbach, später Villa Angermann, war im ausgehenden 19. Jahrhundert im Besitz der Familie Ferdinand von Bültzingslöwen (1808–1882), Großvater von Paula Modersohn-Becker, und wurde als Sommerhaus genutzt. Beim Spielen wurden am 19. Juli 1886 die zehnjährige Paula Becker mit ihrer gleichaltrigen Cousine Cora Parizot und deren achtjähriger Schwester Maidli und dem zwölfjährigen Freddy von Bültzingslöwen in einer Sandgrube verschüttet. Paula Becker und Maidli Parizot konnten noch rechtzeitig gerettet werden, jedoch erstickte Cora Parizot unter den Sandmassen.
Nachdem es mehrfach Besitzerwechsel gab, erwarb nach dem Ersten Weltkrieg Prinzessin Maria Immaculata von Sachsen das Anwesen samt geräumigem dreistöckigen Haus mit Kapelle und großem Garten. Sie war die Gemahlin von Johann Georg von Sachsen und somit Schwägerin des letzten sächsischen Königs, Friedrich August III. Sie finanzierte 1921 den Umbau zu einer katholischen Einrichtung und stiftete es der Gesellschaft Jesu, „um meiner lieben sächsischen Heimat einen Dienst zu erweisen, […] und das Heil vieler Seelen durch eine Niederlassung der Jesuiten zu bewirken“. Seit 1922 werden dort Exerzitien angeboten, nur unterbrochen durch den Zweiten Weltkrieg.
Im Mai 1941 beschlagnahmte die Gestapo das Haus und die Jesuiten mussten HohenEichen verlassen. Haus und Grundstück wurden im Januar 1942 als „Vermögen von Reichsfeinden“ enteignet und HohenEichen diente danach als Heimschule der Hitler-Jugend. Bei Kriegsende 1945 war das Haus voll von Evakuierten und Flüchtlingen. Als einziger Jesuit hielt sich der sorbische Pater Stanislaus Nauke SJ in HohenEichen auf, dessen russischen Sprachkenntnissen es zu verdanken ist, dass das Haus dem Orden zurückgegeben wurde.
1946 wurde die Exerzitienarbeit wieder aufgenommen, wobei sich im Vergleich zur Vorkriegszeit ein enormer Aufschwung zeigte: Durch die Flüchtlinge gab es mehr Katholiken im Umland und es wurden jetzt auch Exerzitien für Frauen angeboten. In der DDR war es für die katholische Kirche ein wichtiger Ort, an dem die Menschen frei sprechen konnten und in ihrem Glauben gestärkt wurden. Haus HohenEichen wurde 1997/1998 renoviert und um neue Gebäude erweitert.

## Das Haus

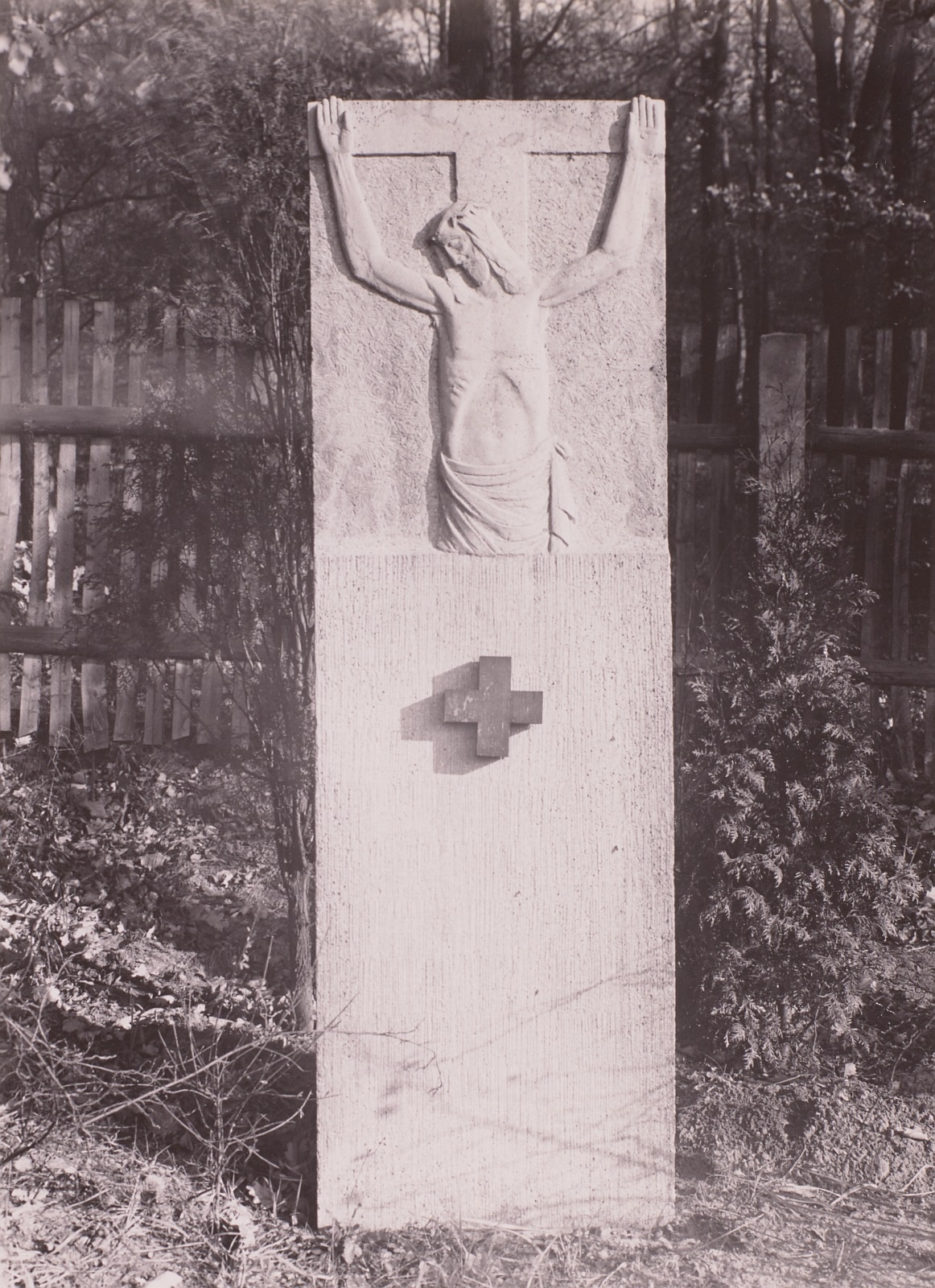
Kreuzwegstation „Jesus stirbt am Kreuz“

Das heutige Haus HohenEichen besteht aus fünf Gebäuden: 
1. der Kapelle,
2. dem ursprünglichen Haus mit Kapelle, jetzt Gästehaus mit 29 Zimmern mit insgesamt 39 Betten,
3. dem Seminarhaus mit Rezeption, Büros, Speiseräumen, Meditationsraum, Seminarräumen, Bibliothek und Gemeinschaftsraum,
4. dem Jägerhaus mit drei Einzelzimmern, Küche und Bad,
5. dem Wohnhaus für die Jesuitengemeinschaft.

Die Anlage ist umgeben von einem Park mit hohen alten Bäumen, einem Kruzifix und Kreuzwegstationen, geschaffen von Hugo Peters in der zweiten Hälfte der 1950er Jahre. Oberhalb des Parks erstrecken sich die Dresdner Elbhänge bis zur Rockauer Höhe.
Der Patron von Haus HohenEichen ist der heilige Franz Xaver, ein Jesuitenmissionar des 16. Jahrhunderts.

## Jesuitengemeinschaft
Zur Jesuitengemeinschaft von Haus HohenEichen gehören sechs Patres. Hausleiter ist Pater Albert Holzknecht SJ. (Stand: 2022)

## Programm
Angeboten werden vor allem ignatianische Exerzitien, in Form von biblischen Betrachtungsexerzitien und kontemplativen Exerzitien mit dem Jesusgebet. Beide Formen beinhalten täglich mehrere Stunden Meditation, Einzelgespräche mit einem Begleiter oder einer Begleiterin, die Eucharistiefeier und durchgehendes Schweigen. Der Übende kann in der Stille seine Beziehung zu Gott, zum Nächsten und zu sich selbst reflektieren. Die Dauer der Exerzitien kann variieren und beträgt drei bis dreißig Tage.
Darüber hinaus gibt es spezielle Exerzitienformen, biblische Wochenenden, Besinnungstage, Abendreihen zu verschiedenen Themen, Pilgerreisen und das Angebot der geistlichen Begleitung.
Haus HohenEichen ist auch offen für Gastgruppen und steht Einzelgästen für Auszeiten und individuell begleitete stille Tage zur Verfügung.
Ziel ist es, Menschen eine alltagstaugliche Spiritualität zu vermitteln, die zu einem gelingenden und erfüllten Leben verhilft.